# Up and Quick
Up and Quick est un trotteur français né le 27 avril 2008, par Buvetier d'Aunou, lauréat du Prix d'Amérique en 2015.

## Carrière
Qualifié en octobre de ses 2 ans, courant peu à 3 ans, Up and Quick, ne se révèle pleinement qu'en 2012, lorsqu'il se hisse parmi les meilleurs de sa génération, prenant notamment le second accessit du Grand Prix de l'UET et le Critérium continental. L'année suivante, il se montre très régulier au niveau semi-classique mais change de dimension lorsqu'il s'impose d'une façon très spectaculaire dans le Critérium des 5 ans, dans lequel il pulvérise tous les records : 1'11"5 sur 3000 mètres, c'est encore plus rapide que le record du Prix d'Amérique de l'époque qui se dispute lui sur 300 mètres de moins... Il confirmera l'hiver suivant en se classant deuxième du Prix d'Amérique gagné par le Suédois Maharajah, puis en s'adjugeant l'important Prix de Paris, là aussi avec un record à la clé.
Mis au repos durant tout l'été, sa préparation n'est alors axée que sur la victoire dans "l'Amérique" 2015. Il s'y présente dans la peau du grand favori et n'y laisse aucune chance à ses rivaux, s'imposant avec autorité, et offrant une troisième victoire dans l'épreuve-reine à son driver, Jean-Michel Bazire. Disqualifié à l'entrée de la ligne droit du Prix de France, il termine son meeting d'hiver en conservant son titre dans le Prix de Paris, record de la course à la clé.

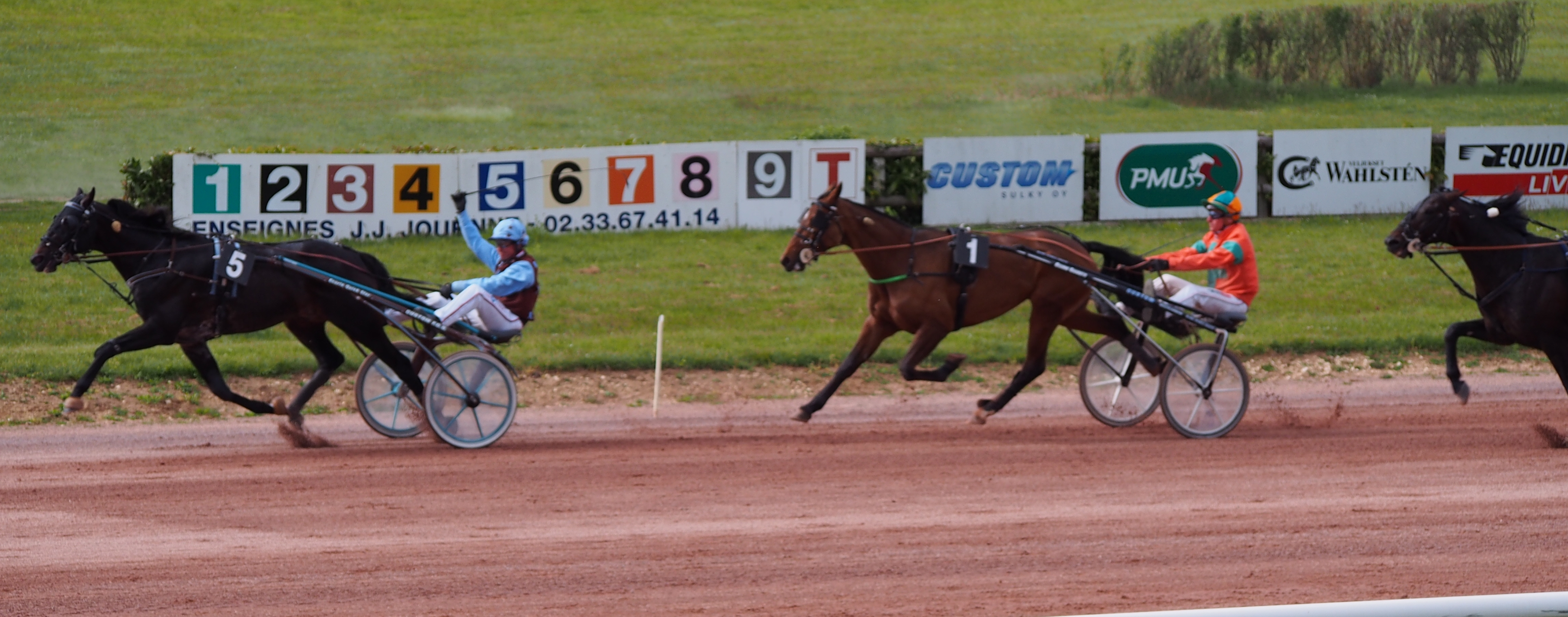
La victoire d'Up and Quick dans le Critérium de vitesse de Basse-Normandie 2017, acquise avec une réduction kilométrique d'1' 9" 4, son record.

Comme l'année précédente, Up and Quick disparaît des programmes presque toute l'année et ne se présente que fin novembre dans le Prix de Bretagne, puis dans les trois autres courses préparatoires au Prix d'Amérique, dans lesquels il ne se montre jamais dangereux. Tout de même troisième favori dans la grande épreuve derrière Bold Eagle et Timoko, il s'y montre très décevant, rendant les armes avant même la ligne droite finale. Mais cette contre-performance s'explique quand son entourage révèle que le cheval souffre d'une fracture de l'ilium.
2016 est donc une année blanche pour Up and Quick, qui ne réapparaît qu'au 31 décembre, en remportant une petite course en Belgique. Très discret au cours du meeting d'hiver de Vincennes, il montre le bout de son nez dans le Grand Critérium de vitesse de la Côte d'Azur, où il termine cinquième de Timoko avec un bon chrono à la clé (1'09"8), il revient au premier plan en s'adjugeant le Critérium de vitesse de Basse-Normandie en s'offrant, à 9 ans, un nouveau record personnel en 1'09"4. Mais à l'été, une blessure le contraint à une nouvelle interruption de carrière jusqu'au printemps 2018, où il se présente désormais sous l'entraînement d'Antoine Lhérété. Il renoue avec la victoire fin avril en réalisant le doublé dans le Critérium de vitesse de Basse-Normandie, puis échoue dans la finale de l'Elitloppet. Sa campagne internationale lui permet d'obtenir plusieurs accessits, dont une deuxième place derrière le champion Propulsion dans le Hugo Åbergs Memorial (dont il est considéré vainqueur deux ans plus tard à la suite de l'invalidation des résultats de Propulsion en Suède) et une troisième dans l'International Trot aux États-Unis où, sans un mauvais parcours, il aurait pu prétendre à la victoire. C'est également sur une troisième place dans le Prix des Géants, aux Pays-Bas, que la carrière de compétiteur d'Up and Quick s'achève, et qu'il est consacré uniquement à celle de reproducteur. 

### Palmarès
France
- Prix d'Amérique (Gr.1, 2015)
- Prix de Paris (Gr.1, 2014, 2015)
- Critérium des 5 ans (Gr.1, 2013)
- Prix Jules-Thibault (Gr.2, 2012)
- Prix Louis-Jariel (Gr.2, 2013)
- Prix Ténor de Baune (Gr.2, 2013)
- Critérium de vitesse de Basse-Normandie (Gr.2, 2017, 2018)
- Prix de la Communauté de communes de la Thiérache du Centre (Gr.2, 2017)
- 2e Prix d'Amérique (Gr.1, 2014)
- 2e Prix Phaéton (Gr.2, 2012)
- 2e Prix Octave-Douesnel (Gr.2, 2012)
- 2e Prix de Croix (Gr.2, 2012)
- 2e Prix Ovide-Moulinet (Gr.2, 2013)
- 2e Prix Henri-Levesque (Gr.2, 2013)
- 2e Prix Albert-Demarcq (Gr.2, 2013)
- 2e Prix de Bretagne (Gr.2, 2013)
- 2e Prix de Bourgogne (Gr.2, 2014)
- 3e Critérium continental (Gr.1, 2012)
- 3e Prix de l'Union européenne (Gr.2, 2013)
- 3e Grand Prix du Département des Alpes-Maritimes (Gr.2, 2018)

 Suède
- 2e Hugo Åbergs Memorial (Gr.1, 2018)
- 2e Sweden Cup (Gr.2, 2013)

 Union européenne
- 3e Grand Prix de l'UET (Gr.1, 2012)

 États-Unis
- 3e International Trot (Gr.1, 2018)

 Pays-Bas
- 3e Prix des Géants (Gr.2, 2018)

## Au haras
Up and Quick entame sa carrière d'étalon en 2014, au prix de 8 000 euros la saillie, ses premiers produits étant la génération des F. En avril 2018, la pouliche Fiorella de Ted lui apporte sa première victoire d'étalon au niveau semi-classique, dans le Prix Masina.

## Origines
| Origines de Up and Quick, mâle, bai. | Origines de Up and Quick, mâle, bai. | Origines de Up and Quick, mâle, bai. | Origines de Up and Quick, mâle, bai. |
| ------------------------------------ | ------------------------------------ | ------------------------------------ | ------------------------------------ |
| Père Buvetier d'Aunou                | Royal Prestige (US)                  | Speedy Crown (US)                    | Speedy Scot (US)                     |
| Père Buvetier d'Aunou                | Royal Prestige (US)                  | Speedy Crown (US)                    | Missile Toe (US)                     |
| Père Buvetier d'Aunou                | Royal Prestige (US)                  | Rosemary (US)                        | Nevele Pride (US)                    |
| Père Buvetier d'Aunou                | Royal Prestige (US)                  | Rosemary (US)                        | Lovester (US)                        |
| Père Buvetier d'Aunou                | Nesmile                              | Caprior                              | Feu Follet X                         |
| Père Buvetier d'Aunou                | Nesmile                              | Caprior                              | Ninia                                |
| Père Buvetier d'Aunou                | Nesmile                              | Amour du Mesnil                      | L'As du Mesnil                       |
| Père Buvetier d'Aunou                | Nesmile                              | Amour du Mesnil                      | Pin Up du Mesnil                     |
| Mère Fichtre                         | Quiton du Coral                      | Chambon P                            | Kerjacques                           |
| Mère Fichtre                         | Quiton du Coral                      | Chambon P                            | Plombière P                          |
| Mère Fichtre                         | Quiton du Coral                      | Isis du Coral                        | Un Roi d'Atout                       |
| Mère Fichtre                         | Quiton du Coral                      | Isis du Coral                        | Joyeuse de Genusson                  |
| Mère Fichtre                         | Tadjikie                             | Jonc d'Anson                         | Rex Grandchamp                       |
| Mère Fichtre                         | Tadjikie                             | Jonc d'Anson                         | Sainte Cyrienne                      |
| Mère Fichtre                         | Tadjikie                             | Hesterelle                           | Vigneron                             |
| Mère Fichtre                         | Tadjikie                             | Hesterelle                           | Verone                               |